# Aarhus Rolling Tigers
Aarhus Rolling Tigers er en el-hockeyklub, som holder til i Brabrand, Aarhus. Klubben har eksisteret i over 15 år og er en af landets førende el-hockeyklubber med hele tre hold på konkurrenceplan. 
Den nuværende formand er Kristoffer Dahl Hansen.

## Klubbens resultater

### Aarhus 1
- Super Cup

- Sølv (2): 08/09, 12/13
- Bronze (4): 07/08, 09/10, 10/11 & 11/12

- Forbundsmesterskabet 1. div

- Sølv (2): 11/12, 12/13
- Bronze (5): 03/04, 07/08, 08/09, 09/10 og 10/11

- Forbundsmesterskabet 2. div Vest

- Guld (2): 99/00 & 00/01

- Jysk Mesterskab

- Guld (3): 11/12 & 12/13 & 13/14
- Sølv (3): 08/09, 09/10 & 10/11
- Bronze (1): 05/06

- Flensborg Open

- Guld (3): 2011, 2012, 2013

### Aarhus 2
- Forbundsmesterskabet 2. div Vest

- Guld (2): 02/03 & 03/04
- Bronze (1): 01/02

- Forbundsmesterskabet 2. div

- Bronze (1): 06/07

- Jysk Mesterskab

- Bronze (3): 09/10 & 12/13 & 13/14

- Jysk Mesterskab række B

- Guld (3): 01/02, 02/03 & 03/04

### Aarhus 3
- Forbundsmesterskabet 3. div Nord

- Bronze (2): 07/08 & 09/10